# Sven Keßler
Sven Keßler (Gießen, 22 de marzo de 1991) es un deportista alemán que compitió en remo.
Ganó dos medallas en el Campeonato Mundial de Remo, en los años 2014 y 2017, y una medalla de bronce en el Campeonato Europeo de Remo de 2015.

## Palmarés internacional
| Campeonato Mundial | Campeonato Mundial        | Campeonato Mundial | Campeonato Mundial        |
| Año                | Lugar                     | Medalla            | Prueba                    |
| ------------------ | ------------------------- | ------------------ | ------------------------- |
| 2014               | Ámsterdam (Países Bajos)  | Medalla de oro     | Ocho con timonel ligero   |
| 2017               | Sarasota (Estados Unidos) | Medalla de bronce  | Cuatro sin timonel ligero |
| Campeonato Europeo |                           |                    |                           |
| Año                | Lugar                     | Medalla            | Prueba                    |
| 2015               | Poznań (Polonia)          | Medalla de bronce  | Dos sin timonel ligero    |